# Stereophyllum reclinatum
Stereophyllum reclinatum là một loài Rêu trong họ Stereophyllaceae. Loài này được Broth. & Paris miêu tả khoa học đầu tiên năm 1905.